# گیلبرت کورنر (ویرجینیا)
گیلبرت کورنر (به انگلیسی: Gilberts Corner) یک منطقهٔ مسکونی در ایالات متحده آمریکا است که در شهرستان لادن، ویرجینیا واقع شده‌است.